# Diaporthe salsuginosa
Diaporthe salsuginosa är en svampart som beskrevs av Vrijmoed, K.D. Hyde & E.B.G. Jones 1994. Diaporthe salsuginosa ingår i släktet Diaporthe och familjen Diaporthaceae.   Inga underarter finns listade i Catalogue of Life.